# Carlo Ciattini
Carlo Ciattini (Cerreto Guidi, 20 marzo 1951) è un vescovo cattolico italiano, dal 15 dicembre 2010 vescovo di Massa Marittima-Piombino.

## Biografia
Nasce a Cerreto Guidi, in provincia di Firenze e diocesi di San Miniato, il 20 marzo 1951.

### Formazione e ministero sacerdotale
Dopo il diploma all'istituto commerciale di Empoli, frequenta la facoltà di giurisprudenza all'Università degli Studi di Firenze e parallelamente svolge un'attività lavorativa nel settore commerciale.
Alunno dell'Almo collegio Capranica, riceve l'ordinazione presbiterale, a 38 anni, il 14 maggio 1989 per la diocesi di San Miniato dal vescovo Edoardo Ricci.
Presso la Pontificia Università Lateranense, consegue il baccalaureato in filosofia e sacra teologia e licenza e dottorato in diritto canonico (2004).
Ha avuto molti incarichi diocesani fra cui quello di segretario generale del XIII sinodo diocesano, vicario giudiziale (dal 1995), vicario episcopale per le aggregazioni laicali (dal 2000) e dal 2005 rettore del seminario diocesano.

### Ministero episcopale
Il 15 dicembre 2010 papa Benedetto XVI lo nomina vescovo di Massa Marittima-Piombino; succede a Giovanni Santucci, precedentemente nominato vescovo di Massa Carrara-Pontremoli. Il 13 febbraio 2011 riceve l'ordinazione episcopale, nella chiesa di San Francesco a San Miniato, dal vescovo di San Miniato Fausto Tardelli, co-consacranti il suo predecessore Giovanni Santucci e l'arcivescovo metropolita di Firenze Giuseppe Betori. Prende possesso della diocesi il 5 marzo 2011.
Particolarmente impegnato nell'ambito sociale, segue da vicino le vicende dell'acciaieria Lucchini di Piombino.
Dal 1º febbraio 2016 è delegato per i problemi sociali e il lavoro, la giustizia e la pace, la salvaguardia del creato nell'ambito della Conferenza episcopale toscana.

## Genealogia episcopale
La genealogia episcopale è:
- Cardinale Scipione Rebiba
- Cardinale Giulio Antonio Santori
- Cardinale Girolamo Bernerio, O.P.
- Arcivescovo Galeazzo Sanvitale
- Cardinale Ludovico Ludovisi
- Cardinale Luigi Caetani
- Cardinale Ulderico Carpegna
- Cardinale Paluzzo Paluzzi Altieri degli Albertoni
- Papa Benedetto XIII
- Papa Benedetto XIV
- Papa Clemente XIII
- Cardinale Marcantonio Colonna
- Cardinale Giacinto Sigismondo Gerdil, B.
- Cardinale Giulio Maria della Somaglia
- Cardinale Carlo Odescalchi, S.I.
- Cardinale Costantino Patrizi Naro
- Cardinale Lucido Maria Parocchi
- Papa Pio X
- Papa Benedetto XV
- Papa Pio XII
- Cardinale Eugène Tisserant
- Cardinale Paolo Bertoli
- Arcivescovo Bruno Tommasi
- Vescovo Fausto Tardelli
- Vescovo Carlo Ciattini